# IC 3694
IC 3694 ist eine Spiralgalaxie vom Hubble-Typ Sbc im Sternbild Jungfrau nördlich der Ekliptik. Sie ist schätzungsweise 375 Millionen Lichtjahre von der Milchstraße entfernt und hat einen Durchmesser von etwa 65.000 Lj.

Im selben Himmelsareal befinden sich u. a. die Galaxien NGC 4637, NGC 4638, IC 3698, IC 3701.
Das Objekt wurde am 10. Mai 1904 von Royal Harwood Frost entdeckt.